# Muhammet Demir
Muhammet Demir (* 10. Januar 1992 in Araklı, Provinz Trabzon) ist ein türkischer Fußballspieler.

## Karriere

### Verein
Demir begann mit dem Vereinsfußball in der Jugend von Karadeniz Ereğlispor. Mit diesem Verein nahm er an einem Jugendturnier teil und fiel da mehreren Talentscouts auf. Der türkische Erstligist Bursaspor reagierte zuerst und holte das Talent 2005 in seine Jugend. Im Sommer 2007 erhielt Demir dann einen Profivertrag, spielte aber weiterhin ausschließlich für die Jugend- bzw. Reservemannschaften.
In der Winterpause der Saison 2008/09 übernahm Ertuğrul Sağlam bei Bursaspor das Amt des Cheftrainers. Als eines seiner ersten Amtshandlungen involvierte er einige Talente aus der Jugendabteilung wie Eren Albayrak, Serdar Aziz und Muhammet Demir in den Profikader. Diese Talente trainierten fortan neben ihrer Tätigkeit in den Jugend- bzw. Reservemannschaften auch mit den Profis und saßen bei einigen Ligaspielen der Profis auf der Ersatzbank. So gab Demir am vorletzten Spieltag der Saison 2008/09 beim Heimspiel gegen Gaziantepspor vom 24. Mai 2009 sein Profidebüt. Er wurde in der 86. Minute für Veli Acar eingewechselt.
In der nächsten Saison trainierte Demir weiterhin mit den Profis und absolvierte ein Liga- und ein Pokalspiel für sein Team. Seine Mannschaft führte nahezu die gesamte Saison die Süper Lig an und lieferte sich bis zum letzten Spieltag mit Fenerbahçe Istanbul ein packendes Kopf-an-Kopf-Rennen welches man für sich entschied. Durch die errungene Meisterschaft schrieb man türkische Fußballgeschichte, indem man nach Trabzonspor der zweite anatolische Verein wurde der die Meisterschafts-Hegemonie der drei großen Istanbuler Klubs Fenerbahçe, Galatasaray und Beşiktaş brechen konnte. Demir zählte zusammen mit seiner Meistermannschaft zu den legendärsten Spielern seines Vereins. In den ersten Wochen der Saison 2009/10 wurde Demir zusammen mit Eren Albayrak aus dem Mannschaftskader suspendiert. Der Teamchef Sağlam begründete diese Entscheidung damit, dass beide Spieler in den Spielern der Reserveliga aufgrund unsportlichem Verhalten gegenüber der Gegenspieler aufgefallen waren.
In der Winterpause der Saison 2010/2011 wechselte Demir zum türkischen Erstligisten Gaziantepspor. Im Gegenzug wechselte Ahmet Arı von Gaziantepspor zu Bursaspor. Bei Gaziantepspor kam Demir bis zum Saisonende in zwei Ligaspielen zu zwei Kurzeinsätzen. In der neuen Saison kam er beim Qualifikationsspiel für die UEFA Europa League gegen Legia Warschau zu einem Kurzeinsatz und wurde anschließend vom Cheftrainer Tolunay Kafkas nicht mehr berücksichtigt. Nachdem Kafkas nach dem 4. Spieltag von seinem Amt zurückgetreten war, übernahm Abdullah Ercan das Traineramt. Dieser Trainer, mit dem Demir bereits in den türkischen Jugendnationalmannschaften zusammenarbeitete, ließ Demir in der Ligapartie vom 7. Spieltag gegen Gençlerbirliği Ankara in der Startelf spielen. Demir erzielte in dieser Partie zwei Tore und bereitete eins vor. Damit war er maßgeblich am 3:0-Sieg seiner Mannschaft beteiligt, wurde von vielen Zeitschriften zum Spieler des Spieltages gewählt und erreichte so den von ihm erhofften Durchbruch. In der Begegnung von nächsten Spieltag gegen den türkischen Spitzenklub Galatasaray Istanbul spielte Demir ebenfalls von Anfang an. In dieser Partie gelang Demir der 1:1-Ausgleich seiner Mannschaft. Demir verwandelte dabei eine tiefe Flanke von der linken Seite mit einem Hacktrick zu einem Tor und erzielte damit eines der ansehnlichsten Treffer des Spieltages. Im weiteren Saisonverlauf gelangen Demir weitere 7 Ligatore, sodass er mit 10 Treffern der erfolgreichste Torjäger seiner Mannschaft wurde. Seiner Leistungen in der Saison 2011/12 führten dazu, dass der damals 19-jährige Demir von vielen Fachjournalisten als Stürmerhoffnung angesehen wurde. In der Partie vom 12. Spieltag der Saison 2012/13 gegen Kayserispor erlitt Demir einen Kreuzbandriss und fiel den Rest der Saison aus. Demir feierte am 1. Spieltag der Saison 2013/14 in der Auswärtspartie gegen Galatasaray Istanbul sein Comeback. In diesem Spiel wurde er in der 67. Minute eingewechselt und erzielte mit einem Fallrückzieher den Anschlusstreffer seiner Mannschaft zum 1:2-Endstand. Dieses Tor wurde von vielen Zeitungen zum Tor des Spieltags gewählt.milliyet.com.tr : 
Nachdem Demir in der Wintertransferperiode 2015/16 mit mehreren Vereinen in Verbindung gebracht wurde, wechselte er gegen eine Ablösesumme von 2,75 Millionen Euro zum Ligarivalen Trabzonspor, dem Verein seiner Heimatprovinz Trabzon. Nachdem er für diesen Verein ein Jahr lang gespielt hatte, wurde er zur Rückrunde der Saison 2016/17 für den Rest der Spielzeit an seinen vorherigen Verein Gaziantepspor ausgeliehen. Nach seiner Rückkehr zu Trabzonspor zum Sommer 2017 wurde Demirs Wechsel zum neuen Erstligisten Sivasspor bekanntgegeben. Bei diesem Verein wurde er neben seiner Stammposition des Mittelstürmers, oft als Spielmacher oder hängende Spitze eingesetzt und war eher am Spielaufbau beteiligt.
Zur Saison 2019/20 wurde er vom Istanbul Başakşehir FK verpflichtet und nach der vorsaisonalen Vorbereitungsphase an den Erstliganeuling Gaziantep FK ausgeliehen.

### Nationalmannschaft
Nachdem er bei seinem Verein über längere Zeit zu überzeugen wusste, wurde Demir im Oktober 2014 im Rahmen zweier Qualifikationsspiele der EM 2016 vom Nationaltrainer Fatih Terim zum ersten Mal in seiner Karriere in das Aufgebot der türkischen Nationalmannschaft nominiert. Zuvor waren sechs Spieler verletzungsbedingt aus dem Kader wieder ausgeladen, so wurde Demir als Nachrücker zu seiner ersten A-Nationalmannschaftsnominierung. In der Partie vom 10. Oktober 2014 gegen die Auswahl Tschechiens wurde Demir in der 67. Minute für Olcay Şahan eingewechselt und gab damit sein A-Länderspieldebüt.

## Erfolge
Mit Bursaspor
- Türkischer Meister: 2010

Mit Gaziantepspor
- Spor-Toto-Pokalsieger: 2012

Mit der türkischen U-17-Nationalmannschaft
- Halbfinalist der U-17-Fußball-Europameisterschaft: 2008
- Teilnehmer der U-17-Fußball-Europameisterschaft: 2009
- Viertelfinalist der U-17-Fußball-Weltmeisterschaft: 2009